# Castulus Martin
Castulus Martin OFM (?–1717), počeštěně Kastul Martin nebo Haštal Martin byl český františkán a teolog. Pocházel z Českého Krumlova
a narodil se zřejmě někdy krátce po roce po roce 1650, jistě pak před rokem 1661. Jakožto františkán vyučoval teologii na klášterních studiích vzdělávajících řádové kleriky.
Jeho učebnice byly mezi františkánskými studenty populární. Rukopisné Kompendium teologie, které Castulus Martin napsal se svým spolubratrem Samuelem Michnou bylo mezi studenty opisováno ještě více než dvacet let poté, co Martin opustil lektorskou službu a sedm let po Michnově smrti, konkrétně v roce 1718.
Na řádové kapitule v roce 1693 byl bratr Castulus zvolen jedním z členů definitoria české františkánské provincie. Svůj lektorský post v pozici generálního řádového lektora obhajoval na generální kapitule františkánů v severoiitalské Mondovì roku 1694. Oponentem mu byl na kapitule přítomný bývalý český františkánský provinciál a tehdy provinční kustod a zasloužilý lektor Amand Hermann a tematicky se zaměřil na Boží pomoc ve více než desetiletí probíhající Velké turecké válce, kdy expandující Osmanská říše značně ohrožovala střední Evropu i rakouské habsburské císařství. Obhajoba bratra Castula vyšla tiskem ve španělském San Sebastiánu pod názvem: Corona stellarum duodecim, id est Duodecim annorum Belli Turcici praesentis victoriae prodigiosae, & pretiosae....
V roce 1695 byl Castulus Martin na řádové provinční kapitule zvolen jako český františkánský provinciál. O tři roky později, v dalším volebním období, jej na postu provinciála vystřídal Antonín Hartmann a od roku 1701 Martin působil jako provinční kustod. V kontaktu s vedením řádové místní jednotky však zůstal a na další kapitule v roce 1704 byl podruhé na tříleté období zvolen provinciálem. Současně působil jako vizitátor velkopolské františkánské provincie. Jako provinciál tehdy v roce 1707 finančně zabezpečil rozšíření kláštera v Moravské Třebové o dílny, sklady nebo knihovnu. Od roku 1707 jej na postu provinciála nahradil Apolinaris Khytribius a bratr Castulus se stal opět kustodem. V roce 1710 z pověření řádového generálního ministra nebo komisaře vizitoval tyrolskou františkánskou provincii. Jelikož provinciál Řehoř Jeřábek byl od léta 1711 v nedobré zdravotní kondici a pro nemoc odstoupil, určilo provinční definitorium 10. června 1711 v Bechyni pro vedení provincie opět bratra Castula, buď jako provinciála nebo provinčního vikáře pověřeného vedením provincie. Castulus takto českou františkánskou provincii fakticky řídil, včetně dvou mimořádných kapitul v září 1711 a 1712. Na kapitule roku 1713 byl bratr Castulus po volbě nového provinciála (Wolfgang Forel) funkce vikáře zproštěn, byť o dva roky později na řádné kapitule v Praze jej opět jmenovali provinčním definitorem. Františkán Castulus Martin zemřel 5. září 1717 v Praze.
Jako teolog prohlížel Castulus Martin knihy před vytištěním, zda neobsahují protikřesťanské či protikatolické názory. Cenzuru prováděl nejen u titulů napsaných františkánskými autory, jak tomu bylo předepsáno řádovými předpisy a obvyklé, ale i dalším knihám ve františkánům spřízněné pražské tiskárně Hampeličce. Z františkánských autorů Martin cenzuroval knihu Domine Noverim me!...  od svého spolubratra Sebastiana Schambogena vydanou v roce 1713.